# 電脳トークTV〜相内さん、青春しましょ!〜
『電脳トークTV〜相内さん、青春しましょ!〜』（でんのうトークティーヴィー あいうちさん せいしゅんしましょ!）はテレビ東京系列で月曜0:30 - 0:35の深夜枠で放送されていたバラエティ番組である。
本記事では2020年9月まで放送された『電脳トークTV3〜相内さん、ずっと青春続けましょ〜』（でんのうトークティーヴィー3 あいうちさん、ずっとせいしゅんつづけましょ）に至るまでの『電脳トークTV』シリーズ全体について解説する。

## 概要
テレビ東京バーチャルアナウンサー・相内ユウカの初冠番組。
現実世界にやってきたばかりで「青春」を知らないユウカが、アイドル女子高生たちに電脳世界よりも難解な「イマドキ」の青春を教わる新型教育番組。
- 制作局のテレビ東京では『乃木坂工事中』と『欅って、書けない?』の間の枠として放送している[2]。
- 収録は『青春高校3年C組』のスタジオで行われていた。
- 青春高校3年C組アイドル部の冠番組であったが、日比野、持田、大曲の3名がメインで出演していたが、不定期ながら一部のメンバーも出演。
- 青春高校3年C組の関連番組では唯一の全国ネット番組だった[3]。

### 番組シリーズの変遷
2019年4月8日（7日深夜）、シリーズ第1作（Season1）の『電脳トークTV〜相内さん、青春しましょ!〜』が開始、6月24日（23日深夜）まで放送。翌週の7月1日（6月30日深夜）から番組名を『電脳トークTV2〜相内さん、もっと青春しましょ!〜』（でんのうトークティーヴィー2 あいうちさん もっとせいしゅんしましょ!）に変更して、Season2として10月28日（27日深夜）まで放送。
『電脳トークTV2』が終了したところでシリーズは中断されて、2019年11月中は『Dawn〜想いが切り拓くビジネスの夜明け〜』が全4回で放送される。
2019年12月2日（1日深夜）からシリーズが再開し『電脳トークTV2.5〜相内さん、青春忘れてませんか?〜』（でんのうトークティーヴィー2.5 あいうちさん、せいしゅんわすれてませんか?）が1ヶ月限定での放送としていたが（Season2.5）、翌年2020年1月から『電脳トークTV2.6〜相内さん、青春忘れてませんか?〜』（でんのうトークティーヴィー2.6 あいうちさん、せいしゅんわすれてませんか?）としてもう1ヶ月延長して放送し（Season2.6）、同年2月からシリーズ最終作である『電脳トークTV3〜相内さん、ずっと青春続けましょ〜』が放送された（Season3）。

#### 電脳トークTV3〜相内さん、ずっと青春続けましょ〜
2020年2月中の放送はテレビ東京の「青春高校3年C組」のスタジオで収録が行われた。3月に限り、初の熱海でロケ収録が行われた。なお、2月・3月に限り1か月延長して放送していた。
なお、当番組終了後は、長らく単発番組（番宣）などをメインで放送。その後、2022年12月5日からアニメ「僕とロボコ」が放送されていた。その後、2024年4月の改編で15分繰り下げられる形で、2024年10月からは連続ミニドラマ「愛のゲキジョー」が放送されている。

## 出演者

### MC
- 相内ユウカ（テレビ東京バーチャルアナウンサー）

「相内ユウカ」は23歳の新人アナウンサーという設定。元々はワールドビジネスサテライトの企画から誕生した相内優香がモデルのバーチャルキャラクター。2019年10月14日放送回で、相内優香が声と共にモーション俳優も担当していることが明かされる。

### レギュラー
- 青春高校3年C組アイドル部
  - 『Blue spring』
    - 日比野芽奈（めーな）
    - 持田優奈（もっちー）
    - 大曲李佳（まーがりん）

### 不定期出演
- 青春高校3年C組アイドル部
  - 『Blue spring』
    - 西村瑠香（るちゃ）

  - 『ハイスクールベイビー』
    - 前川歌音（かのん）
    - 頓知気さきな（とんちき）
    - 兼行凜（りん）
    - 兎遊（うゆ）
    - 川谷花音（かわたに）

### ゲスト
- 片渕茜（テレビ東京アナウンサー）
- 角谷暁子（テレビ東京アナウンサー）
- 田中瞳（テレビ東京アナウンサー）
- 森香澄（テレビ東京アナウンサー）
- 池谷実悠（テレビ東京アナウンサー）
- 中垣正太郎（テレビ東京アナウンサー）

## エピソード

### Season1
| 話数 | 放送日        | エピソード                                   | 内容                                          | 出演メンバー                   | 備考     |
| ---- | ------------- | -------------------------------------------- | --------------------------------------------- | ------------------------------ | -------- |
| 1    | 2019年 4月8日 | イマドキダンスが踊れない、相内さん           | TikTokでのダンスレッスン                      | 日比野芽奈、持田優奈、大曲李佳 |          |
| 2    | 4月15日       | イマドキの告白の仕方で胸キュンする、相内さん | LINEでの告白練習                              | 日比野芽奈、持田優奈、大曲李佳 |          |
| 3    | 4月22日       | イマドキの告白で大失敗、相内さん             | カルタで胸キュン告白を発表 前編               | 日比野芽奈、持田優奈、大曲李佳 | [ 注 2 ] |
| 4    | 4月29日       | 相内さん、告白胸キュンカルタで暴走!?         | カルタで胸キュン告白を発表 後編               | 日比野芽奈、持田優奈、大曲李佳 | [ 注 3 ] |
| 5    | 5月6日        | イマドキの言葉が分からない、相内さん         | 若者言葉の意味を考える                        | 日比野芽奈、持田優奈、大曲李佳 |          |
| 6    | 5月13日       | 相内さん、イマドキダンスで大惨事!?           | TikTokにリベンジ                              | 日比野芽奈、持田優奈、大曲李佳 |          |
| 7    | 5月20日       | 相内さん、イマドキ女子に大困惑               | 前川と早押しクイズ                            | 前川歌音、持田優奈、大曲李佳   |          |
| 8    | 5月27日       | カオス! 相内さんの逆再生動画                 | 逆再生動画に挑戦                              | 前川歌音、持田優奈、大曲李佳   | [ 注 4 ] |
| 9    | 6月3日        | 相内さん、奇跡の1枚に大興奮!                 | トリック写真に挑戦                            | 前川歌音、持田優奈、大曲李佳   |          |
| 10   | 6月10日       | 相内さん、イマドキあるあるに共感!?           | イマドキ女子あるある                          | 日比野芽奈、持田優奈、大曲李佳 |          |
| 11   | 6月17日       | あるあるがズレちゃう相内さん                 | イマドキ女子あるある                          | 日比野芽奈、持田優奈、大曲李佳 |          |
| 12   | 6月24日       | お別れを伝える相内さん                       | 相内さんは電脳トークTV2が始まることを発表した | 日比野芽奈、持田優奈、大曲李佳 |          |

### Season2
| 話数   | 放送日          | エピソード                         | 内容                                                            | 出演メンバー                                                 | 備考     |
| ------ | --------------- | ---------------------------------- | --------------------------------------------------------------- | ------------------------------------------------------------ | -------- |
| 1(13)  | 2019年 7月1日   | 相内さん、イマドキアプリで大変身!? | Snapchat(スナップチャット)                                      | 日比野芽奈、持田優奈、大曲李佳                               |          |
| 2(14)  | 7月8日          | 寝落ちで暴走する相内さん           | 相内さん、寝落ち電話に挑戦                                      | 日比野芽奈、持田優奈、大曲李佳、頓知気さきな（femme fatale） |          |
| 3(15)  | 7月15日         | ジェスチャーゲームで大失敗!?       | ジェスチャーゲームで対決                                        | 日比野芽奈、前川歌音、持田優奈、大曲李佳                     |          |
| 4(16)  | 7月22日         | 相内さん、ドッキリで大満足         | ドッキリ企画                                                    | 日比野芽奈、前川歌音、持田優奈、大曲李佳                     | [ 注 5 ] |
| 5(17)  | 7月29日         | ドッキリで笑いが止まらない相内さん | ドッキリ企画第2弾                                               | 日比野芽奈、前川歌音、持田優奈、大曲李佳、兼行凜             |          |
| 6(18)  | 8月5日          | 夏祭りで不満顔の相内さん           | さりげない手のつなぎ方に挑戦                                    | 兎遊、日比野芽奈、持田優奈                                   |          |
| 7(19)  | 8月12日         | イマドキ変顔に感心する相内さん     | 角度詐欺動画に挑戦                                              | 日比野芽奈、持田優奈、頓知気さきな                           |          |
| 8(20)  | 8月19日         | ガチトレーニングに悶絶する相内さん | 空気椅子トレーニング                                            | 日比野芽奈、西村瑠香、持田優奈、大曲李佳                     |          |
| 9(21)  | 8月26日         | ADに厳しい相内さん                 | 立ち幅跳び対決                                                  | 日比野芽奈、西村瑠香、持田優奈、大曲李佳                     |          |
| 10(22) | 9月2日          | 相内さん、スポーツテストで優勝!?   | 上体そらし対決                                                  | 日比野芽奈、西村瑠香、持田優奈、大曲李佳                     | [ 注 6 ] |
| 11(23) | 9月9日          | 珍絵画続出? 絵しりとりに挑戦       | 絵しりとりに挑戦                                                | 日比野芽奈、西村瑠香、持田優奈、大曲李佳                     |          |
| 12(24) | 9月16日         | おバカ連発! 驚愕の絵しりとり       | 絵しりとり リベンジ                                             | 日比野芽奈、西村瑠香、持田優奈、大曲李佳                     |          |
| 13(25) | 9月23日         | 男装に胸キュンする相内さん         | 3人が男装で登場                                                 | 日比野芽奈、持田優奈、大曲李佳                               |          |
| 14(26) | 9月30日         | イマドキの食リポに困惑する相内さん | 食リポに挑戦                                                    | 日比野芽奈、持田優奈、大曲李佳、川谷花音                     |          |
| 15(27) | 10月7日         | 上体反らしで相内さんにリベンジ!    | 上体そらし対決 リベンジ                                         | 日比野芽奈、持田優奈、大曲李佳                               |          |
| 16(28) | 10月14日        | 復讐！相内さんにドッキリ           | ドッキリ企画                                                    | 日比野芽奈、持田優奈、大曲李佳                               | [ 注 7 ] |
| 17(29) | 10月21日        | 相内さん「青春のスピード」に挑戦   | 「青春のスピード」練習                                          | 日比野芽奈、持田優奈、大曲李佳                               |          |
| 18(30) | 10月28日 最終回 | 最終回 相内さんと一緒に踊りたい    | 「青春のスピード」を踊る 青春高校アイドル部with相内優香＆ユウカ | 日比野芽奈、持田優奈、大曲李佳                               |          |

### Season2.5
| 話数  | 放送日         | エピソード                                                     | 内容                | 出演メンバー                   | スタジオゲスト | 備考 |
| ----- | -------------- | -------------------------------------------------------------- | ------------------- | ------------------------------ | --- | ---- |
| 1(31) | 2019年 12月2日 | 電脳トークTV 12月限定で復活                                    | 1ヶ月ぶりの振り返り | 日比野芽奈、持田優奈、大曲李佳 | - |      |
| 2(32) | 12月9日        | 良いニュース&何やこれニュース                                  | 女子アナが踊る      | 日比野芽奈、持田優奈、大曲李佳 | - |      |
| 3(33) | 12月16日       | 青春高校3年C組VSテレビ東京女子アナウンサー 一体どうなる!? 前編 | TikTok対決          | 日比野芽奈、持田優奈、大曲李佳 | 片渕茜（テレビ東京アナウンサー） 田中瞳（テレビ東京アナウンサー） 森香澄（テレビ東京アナウンサー） 池谷実悠（テレビ東京アナウンサー） |      |
| 4(34) | 12月23日       | 青春高校3年C組VSテレビ東京女子アナウンサー 一体どうなる!? 後編 | 早口言葉対決        | 日比野芽奈、持田優奈、大曲李佳 | 片渕茜（テレビ東京アナウンサー） 田中瞳（テレビ東京アナウンサー） 森香澄（テレビ東京アナウンサー） 池谷実悠（テレビ東京アナウンサー） |      |

### Season2.6
| 話数  | 放送日         | エピソード                     | 内容              | 出演メンバー                   | スタジオゲスト | 備考     |
| ----- | -------------- | ------------------------------ | ----------------- | ------------------------------ | --- | -------- |
| 1(35) | 2020年 1月13日 | ゴリゴリお笑い勝負で大惨事!    | 大喜利 にらめっこ | 日比野芽奈、持田優奈、大曲李佳 | 片渕茜（テレビ東京アナウンサー） 田中瞳（テレビ東京アナウンサー） 森香澄（テレビ東京アナウンサー） 池谷実悠（テレビ東京アナウンサー） | [ 注 8 ] |
| 2(36) | 1月20日        | しりとりカラオケで青春しよう！ | しりとりカラオケ  | 日比野芽奈、持田優奈、大曲李佳 | 片渕茜（テレビ東京アナウンサー） 角谷暁子（テレビ東京アナウンサー） 田中瞳（テレビ東京アナウンサー） 森香澄（テレビ東京アナウンサー） |          |
| 3(37) | 1月27日        | しりとりカラオケで青春しよう！ | しりとりカラオケ  | 日比野芽奈、持田優奈、大曲李佳 | 片渕茜（テレビ東京アナウンサー） 角谷暁子（テレビ東京アナウンサー） 田中瞳（テレビ東京アナウンサー） 森香澄（テレビ東京アナウンサー） |          |

### Season3
| 話数   | 放送日        | エピソード                                                 | 内容                                                       | 出演メンバー                                 | スタジオゲスト | 備考      |
| ------ | ------------- | ---------------------------------------------------------- | ---------------------------------------------------------- | -------------------------------------------- | --- | --------- |
| 1(38)  | 2020年 2月3日 | 電脳3人娘とテレ東女子アナ軍団で青春                        | メジャーデビュー                                           | 日比野芽奈、持田優奈、大曲李佳               | 片渕茜（テレビ東京アナウンサー） 角谷暁子（テレビ東京アナウンサー） 田中瞳（テレビ東京アナウンサー） 森香澄（テレビ東京アナウンサー）                                    |           |
| 2(39)  | 2月10日       | テレ東アナウンサーと踊る                                   | 君のことをまだ何も知らない、テレ東アナウンサーと最後の青春 | 日比野芽奈、持田優奈、大曲李佳               | 片渕茜（テレビ東京アナウンサー） 角谷暁子（テレビ東京アナウンサー） 田中瞳（テレビ東京アナウンサー） 森香澄（テレビ東京アナウンサー） 池谷実悠（テレビ東京アナウンサー） |           |
| 3(40)  | 2月17日       | 電脳脱出ゲーム                                             | 謎を解いて教室から脱出せよ!                                | 日比野芽奈、持田優奈、大曲李佳               | - |           |
| 4(41)  | 2月24日       | 電脳脱出ゲーム 後半                                        | 謎を解いて教室から脱出せよ! 後半                           | 日比野芽奈、持田優奈、大曲李佳               | - |           |
| 5(42)  | 3月2日        | 初めてのロケin熱海①                                        | 熱海へぶらぶら                                             | 日比野芽奈、持田優奈、大曲李佳               | - |           |
| 6(43)  | 3月9日        | 初めてのロケin熱海②                                        | 熱海でイクラ探しの旅                                       | 日比野芽奈、持田優奈、大曲李佳               | - |           |
| 7(44)  | 3月16日       | 初めてのロケin熱海③                                        | 熱海の旅 ランチは海鮮丼                                    | 日比野芽奈、持田優奈、大曲李佳               | - |           |
| 8(45)  | 3月23日       | 初めてのロケin熱海④                                        | 熱海でまーがりん念願のパイ投げ                             | 日比野芽奈、持田優奈、大曲李佳               | - |           |
| 9(46)  | 3月30日       | 初めてのロケin熱海 最終回                                  | 熱海で最後のお別れ会                                       | 日比野芽奈、持田優奈、大曲李佳               | - | [ 注 9 ]  |
| 10(47) | 4月6日        | 電脳3姉妹に訪れた試練                                      | 2ヵ月間相内さんの不在                                      | 日比野芽奈、持田優奈、大曲李佳               | - |           |
| 11(48) | 4月13日       | めーなの試練                                               | STICK STACKに挑戦                                          | 日比野芽奈、持田優奈、大曲李佳               | - |           |
| 12(49) | 4月20日       | めーなのポンコツ発覚！                                     | そんな顔してどうしたの?に挑戦                              | 日比野芽奈、持田優奈、大曲李佳               | - |           |
| 13(50) | 4月27日       | 番組初お家で収録                                           | ホットケーキチャレンジ                                     | 日比野芽奈、持田優奈、大曲李佳               | - |           |
| 14(51) | 5月4日        | お家で収録 第2回                                           | 相内さんがお久しぶりに登場                                 | 日比野芽奈、持田優奈、大曲李佳               | - |           |
| 15(52) | 5月11日       | 電脳娘 持ち込みリモート企画                                | おうちで収録! 生徒持ち込み企画                             | 日比野芽奈、持田優奈、大曲李佳               | - |           |
| 16(53) | 5月18日       | おうちで収録! 部屋着で登場!（1）                           | おうちで収録！ほうきバランスチャレンジ                     | 日比野芽奈、持田優奈、大曲李佳               | - |           |
| 17(54) | 5月25日       | おうちで収録! 部屋着で登場!（2）                           | もっちー手作り! 激辛からあげ                               | 日比野芽奈、持田優奈、大曲李佳               | - |           |
| 18(55) | 6月1日        | おうちで収録! 部屋着で登場!（3）                           | 検証 激辛料理がピリ辛だったら!?                            | 日比野芽奈、持田優奈、大曲李佳               | - | [ 注 10 ] |
| 19(56) | 6月8日        | 電脳娘の悩み解決月間                                       | 電脳お悩み解決                                             | 日比野芽奈、持田優奈、大曲李佳               | 田中瞳（テレビ東京アナウンサー） |           |
| 20(57) | 6月14日       | 田中アナウンサーのお悩み解決講座相談                       | 田中アナウンサーのお悩み相談                               | 日比野芽奈、持田優奈、大曲李佳               | 田中瞳（テレビ東京アナウンサー） |           |
| 21(58) | 6月22日       | まーがりんのお悩み解決!                                    | 中垣アナウンサーの発声法講座                               | 日比野芽奈、持田優奈、大曲李佳               | 中垣正太郎（テレビ東京アナウンサー） |           |
| 22(59) | 6月29日       | めーなのお悩み解決                                         | 相内さんとニュースを読んでみよう!                          | 日比野芽奈、持田優奈、大曲李佳               | - |           |
| 23(60) | 7月6日        | 「好きです」SP企画 みんなでMV鑑賞                          | 青春高校アイドル部「好きです」                             | 日比野芽奈、持田優奈、大曲李佳               | - |           |
| 24(61) | 7月13日       | センターとんちき登場!                                      | 「好きです」にらめっこ対決                                 | 日比野芽奈、持田優奈、大曲李佳、頓知気さきな | - |           |
| 25(62) | 7月20日       | 「好きです」にらめっこ対決 1回戦と2回戦                    | 「好きです」にらめっこ対決                                 | 日比野芽奈、持田優奈、大曲李佳、頓知気さきな | - |           |
| 26(63) | 7月27日       | 「好きです」にらめっこ対決 決勝戦                          | 「好きです」にらめっこ対決                                 | 日比野芽奈、持田優奈、大曲李佳、頓知気さきな | - |           |
| 27(64) | 8月3日        | 好きです!ビンゴ                                            | 「好きです」ビンゴ対決                                     | 日比野芽奈、持田優奈、大曲李佳、西村瑠香     | - |           |
| 28(65) | 8月10日       | 好きです!ビンゴ（2）                                       | 「好きです」ビンゴ対決                                     | 日比野芽奈、持田優奈、大曲李佳、西村瑠香     | - |           |
| 29(66) | 8月17日       | ゲストかのん登場!                                          | かのんにリベンジ! 腕立て伏せ対決                           | 日比野芽奈、持田優奈、大曲李佳、前川歌音     | - |           |
| 30(67) | 8月24日       | 半年ぶりの再開… 会わなくても分かってます! 絆チェックゲーム | 絆チェックゲーム                                           | 日比野芽奈、持田優奈、大曲李佳               | - |           |
| 31(68) | 8月31日       | 会わなくても分かってます! 絆チェックゲーム（2）            | めーな絆チェックゲーム                                     | 日比野芽奈、持田優奈、大曲李佳               | - |           |
| 32(69) | 9月7日        | 会わなくても分かってます! 絆チェックゲーム（3）            | もっちー絆チェックゲーム                                   | 日比野芽奈、持田優奈、大曲李佳               | - |           |
| 33(70) | 9月14日       | 気持ちを揃えろ!! 協力お絵かきゲーム                        | お絵かきゲーム                                             | 日比野芽奈、持田優奈、大曲李佳               | - |           |
| 34(71) | 9月21日       | 最後の収録はお別れ会                                       | 最後にみんなでやりたいことをやろう!                        | 日比野芽奈、持田優奈、大曲李佳               | - |           |
| 35(72) | 9月28日       | 最終回! やりたいことをやるお別れ会                         | まーがりんのやりたいこと                                   | 日比野芽奈、持田優奈、大曲李佳               | - |           |

## スタッフ
- 企画・監修：秋元康
- ナレーター：中垣正太郎(テレビ東京アナウンサー、2019年10月7日放送分まで)[注 11]、村田太志(10月14日・12月2日放送分・12月16日放送分～)、花江夏樹(10月21・28日放送分)
- 構成：八代丈寛、松田敬三、なかじまはじめ[注 12]、大井洋一、矢野了平、川上テッペイ、谷田彰吾、深田憲作、大西右人、福田卓也
- TD：吉田和雄、小谷文人、森元俊博、涌田尚孝、藤村太史、藤谷治男、黒木秀一郎
- カメラ：藤本茂樹、風間誠、黒木秀一郎（朗）、藤村太史、宮本亜里、森元俊博、為末和寛、須藤崇平、松本綾佳、福永顕芳、徳織雅彦、村上岳文、本田宏文、平本慎
- コンテンツプロデューサー：香月翔、宮田絵利、加瀬未奈
- ディレクター：澁谷優介
- 演出：三宅優樹
- プロデューサー：佐久間宣行、赤木央哉
- 技術協力：テクノマックス、テークワン、Premium Arts
- 協力：TWIN PLANET
- 美術協力：テレビ東京アート
- 製作著作：テレビ東京

## ネット局
| 放送地域       | 放送局                | 放送日時            | 放送系列       |
| -------------- | --------------------- | ------------------- | -------------- |
| 関東広域圏     | テレビ東京 （製作局） | 毎週月曜0:30 - 0:35 | テレビ東京系列 |
| 北海道         | テレビ北海道          | 毎週月曜0:30 - 0:35 | テレビ東京系列 |
| 愛知県         | テレビ愛知            | 毎週月曜0:30 - 0:35 | テレビ東京系列 |
| 大阪府         | テレビ大阪            | 毎週月曜0:30 - 0:35 | テレビ東京系列 |
| 岡山県・香川県 | テレビせとうち        | 毎週月曜0:30 - 0:35 | テレビ東京系列 |
| 福岡県         | TVQ九州放送           | 毎週月曜0:30 - 0:35 | テレビ東京系列 |

## オープニングBGM
- （青春高校3年C組アイドル部）
- Season2
  - 青春のスピード
- Season2.5・2.6・3
  - 君のことをまだ何にも知らない